# Palazzo Vincenti Mareri
Il Palazzo Vincenti Mareri è un edificio storico di Rieti. Si trova a pochi metri da piazza Vittorio Emanuele II e da piazza San Rufo centro d'Italia, con la facciata in Via Garibaldi, di fronte al Teatro Flavio Vespasiano. È delimitato sui due fianchi dalle traverse di via Cerroni e via Vincenti Mareri e sul retro dalla via e piazza San Rufo.

## Storia

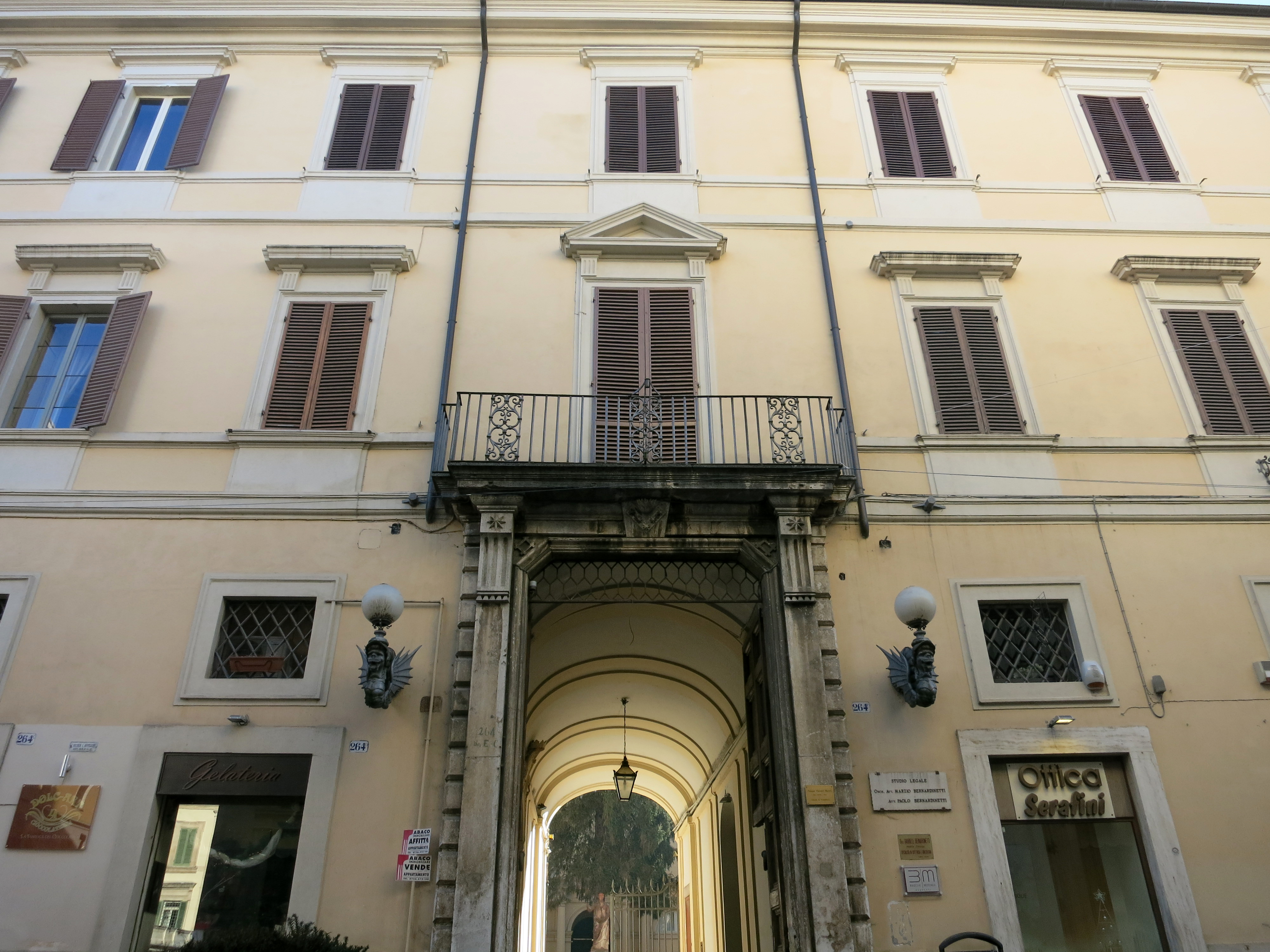
La facciata ed uno dei portali di accesso al cortile

La famiglia Mareri, discendente dai Conti dei Marsi, ebbe origine nel XII secolo con Filippo Mareri ed aveva il proprio feudo nel Cicolano. Tra i più noti esponenti della famiglia vi sono Filippa Mareri, prima santa dell'ordine francescano, e Tommaso Mareri, che ricoprì importanti cariche politiche per conto di Carlo I d'Angiò e fu tra i fondatori della città dell'Aquila. Nel corso dei secoli gli interessi dei Mareri si spostarono sempre più su Rieti, dove legarono le loro sorti alla famiglia dei Vincenti. I Vincenti Mareri, che espressero importanti figure, quali il cardinale Ippolito Antonio Vincenti Mareri, avevano la loro residenza storica in questo palazzo nell'allora via di Regno (poi via degli Abruzzi ed oggi via Garibaldi).
Nel 1770 il conte Alessandro Vincenti Mareri acquisì l'attigua casa Aligeri, con l'intento di espandere e ristrutturare il palazzo, ma i lavori furono bloccati per un grave incidente occorso alle maestranze.
Il cantiere fu riaperto dal conte Giacinto Vincenti Mareri, che incaricò della progettazione del palazzo l'architetto Giuseppe Valadier (a cui si deve anche l'allestimento della cappella gentilizia della famiglia nella cattedrale di Rieti, intitolata a Santa Caterina). I distinti corpi di fabbrica vennero così fusi in un unico edificio, secondo un progetto unitario.

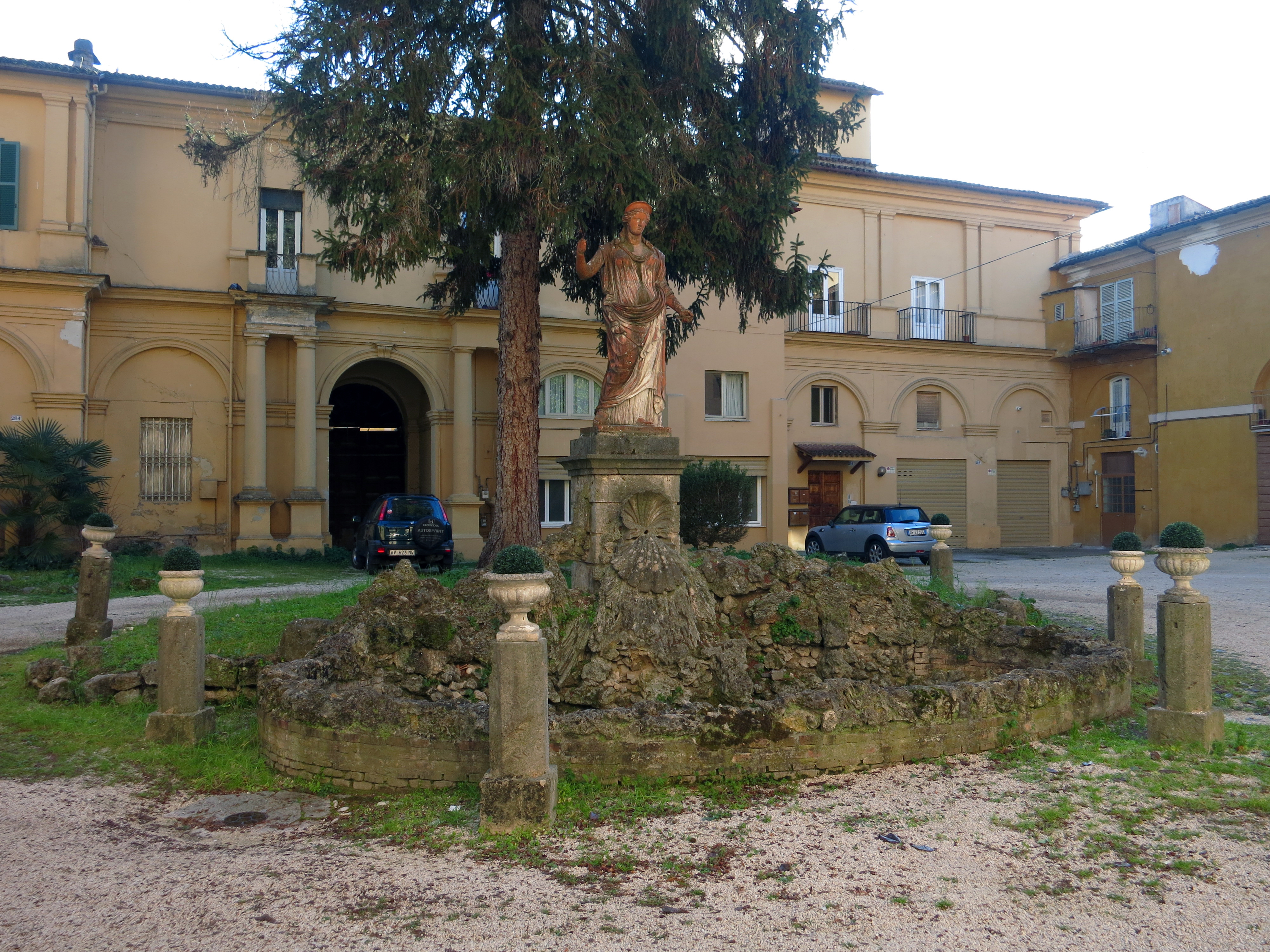
La statua di Cerere nel cortile interno

I lavori furono conclusi certamente prima del 19 luglio 1832, quando il conte Giacinto poté ricevere nel nuovo palazzo la visita del Re di Napoli Ferdinando II, giunto a Rieti per ammirare la cascata delle Marmore.
Come attesta un'epigrafe (sovrapposta a due iscrizioni più antiche, risalenti al 1535 e al 1739), nel 1849 il conte Giacinto Vincenti Mareri acquisì anche la vicina casa Cerroni ed espanse ulteriormente l'edificio, che così arrivò a comprendere l'intero isolato:
Il piano terra del palazzo ospitò gli uffici della Cassa di Risparmio di Rieti dalla sua fondazione nel 1846 fino al loro trasferimento nell'adiacente Palazzo Crispolti nell'ottobre 1877.

## Descrizione

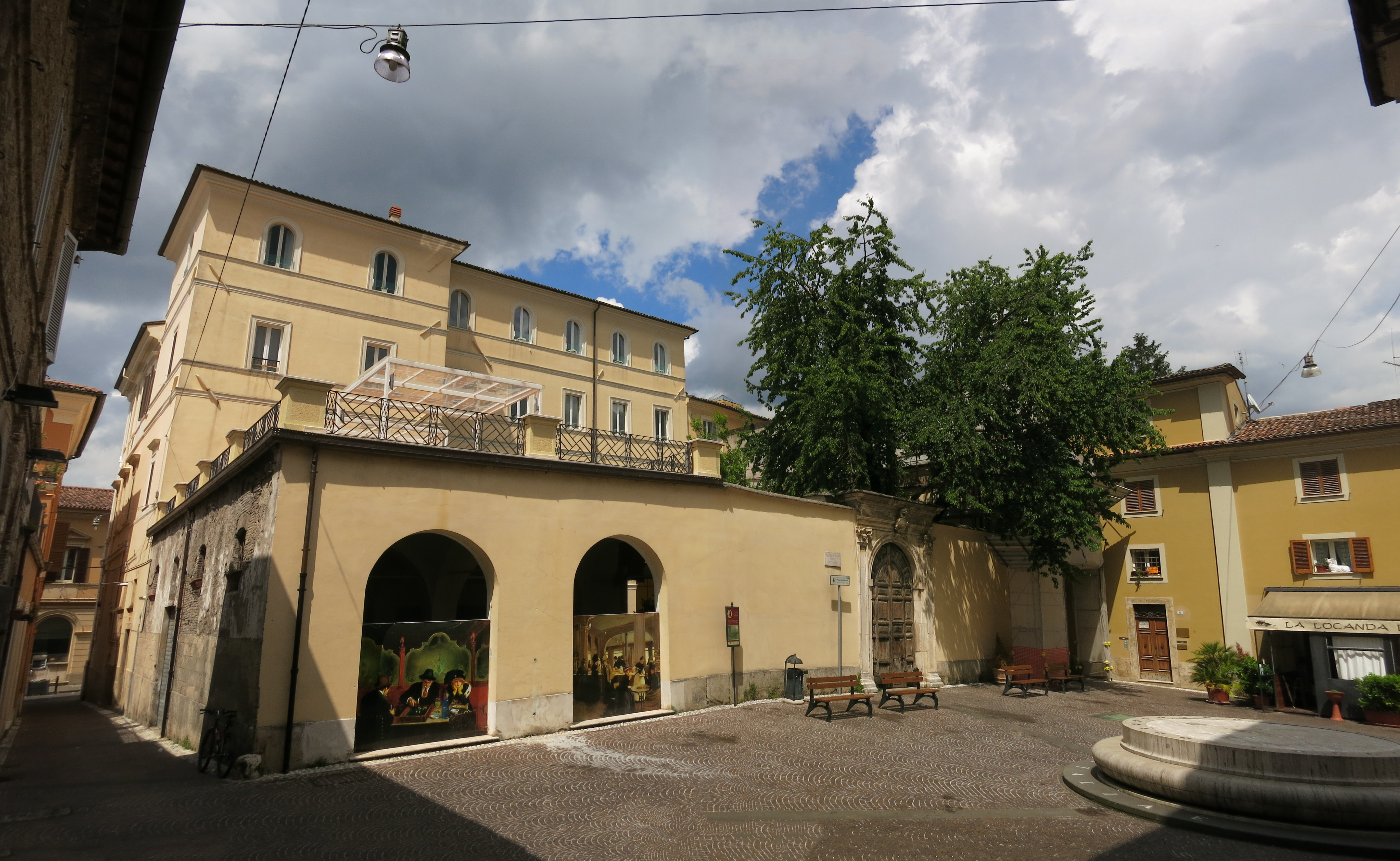
Il lato posteriore del palazzo, su piazza San Rufo

La facciata, in stile neoclassico, si estende per oltre ottanta metri su via Garibaldi ed è scandita verticalmente da lesene ed orizzontalmente da fasce che marcano la separazione tra i piani.
Due portali in bugnato, sovrastati da loggette, danno accesso alla corte interna, dove si trova un giardino all'italiana; al suo centro si trova una fontana, oggi chiusa, dalla quale un tempo sgorgava acqua proveniente da una fonte purissima. Al centro della fontana si trova una statua in terracotta di Cerere, copia di un originale romano.